# Toàn Chân thất tử

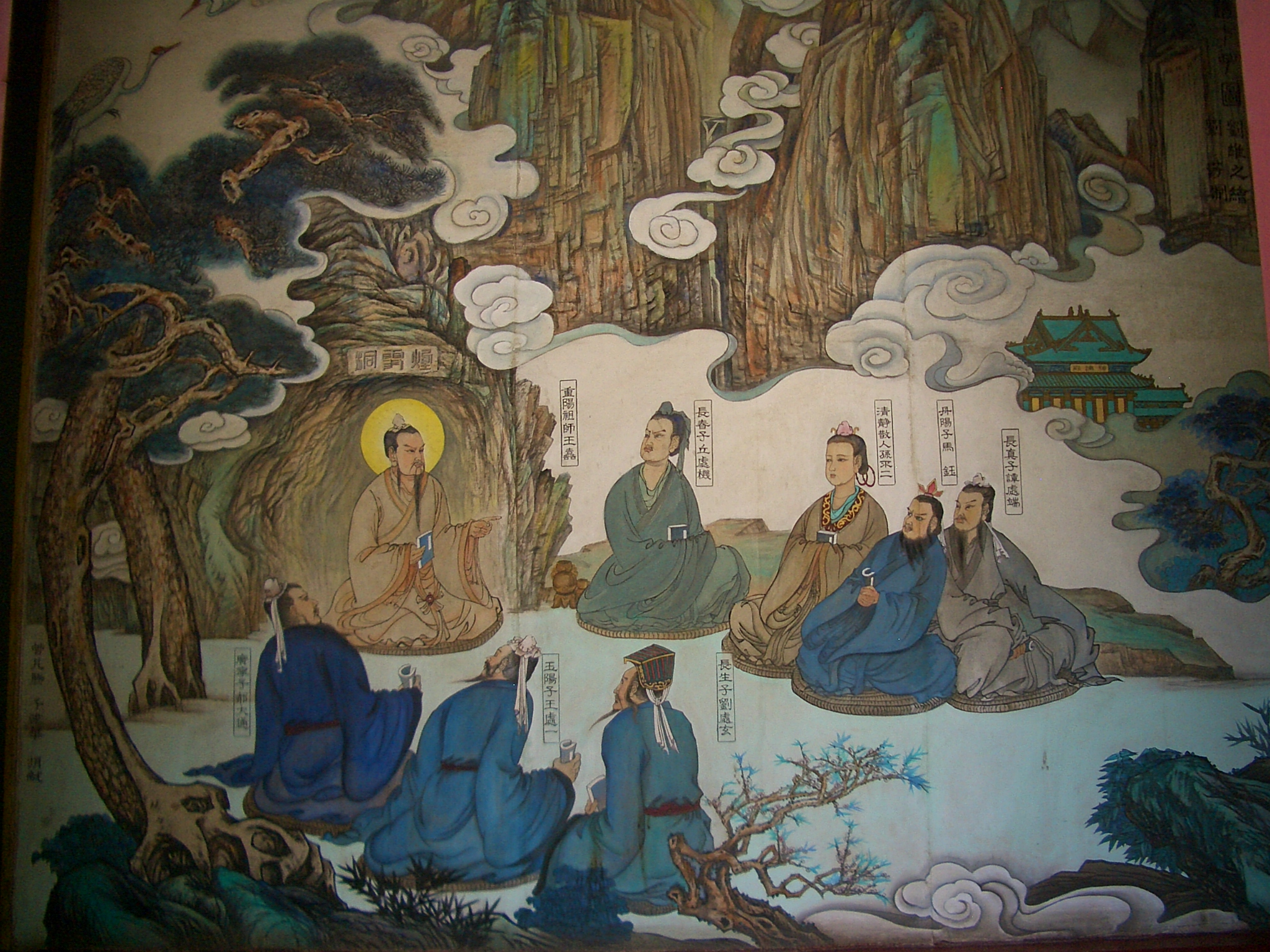
Vương Trùng Dương và Toàn Chân thất tử, tranh vẽ trên tường am Trường Xuân tại Vũ Hán. Bên tay trái Vương Trùng Dương là Khâu Xứ Cơ, Mã Ngọc, Tôn Bất Nhị và Đàm Xứ Đoan. Bên phải lần lượt là Hác Đại Thông, Vương Xứ Nhất và Lưu Xứ Huyền

Toàn Chân thất tử (全真七子) hay Bắc Thất Chân (北七真) là 7 đạo sĩ của Toàn Chân đạo, đệ tử của Vương Trùng Dương. Con số bảy người được Vương Trùng Dương chọn nhằm luyện tập Thiên Cang Bắc Đẩu trận, một trận pháp dựa theo vị thế của chòm sao Bắc Đẩu Thất tinh:
1. Đan Dương tử Mã Ngọc (1122-1184) sáng lập Ngộ Tiên phái (遇仙派)
2. Trường Chân tử Đàm Xứ Đoan (1123-1185) sáng lập Nam Vô phái (南无派)
3. Trường Sinh tử Lưu Xứ Huyền (1147-1203) sáng lập Tùy Sơn phái (随山派)
4. Trường Xuân tử Khâu Xứ Cơ (1148-1227) sáng lập Long Môn phái (龙门派)
5. Ngọc Dương tử Vương Xứ Nhất (1142-1217) sáng lập Du Sơn phái (嵛山派)
6. Quảng Ninh tử Hác Đại Thông (1140-1212) sáng lập Hoa Sơn phái (华山派)
7. Thanh Tịnh tản nhân Tôn Bất Nhị (1119-1182) sáng lập Thanh Tịnh phái (清静派)

## Kiếm hiệp Kim Dung
Trong tác phẩm Anh hùng xạ điêu và Thần điêu hiệp lữ, Kim Dung đã xây dựng Toàn Chân thất tử là đệ tử của người đứng đâu Võ lâm ngũ bá, Trung Thần Thông Vương Trùng Dương, tổ sư Toàn Chân giáo dựa trên những dữ kiện lịch sử và có thêm các tình tiết hư cấu. Trong đó thứ tự của Toàn Chân thất tử có sự khác biệt:
1. Đan Dương tử Mã Ngọc là chưởng giáo thứ hai của Toàn Chân giáo
2. Trường Xuân tử Khưu Xứ Cơ là chưởng môn. Trong Thần Điêu Hiệp Lữ ông tiếp quản nhiệm vụ chưởng giáo thay cho Mã Ngọc mất vì bệnh tật.
3. Ngọc Dương tử Vương Xứ Nhất
4. Trường Chân tử Đàm Xứ Đoan
5. Trường Sinh tử Lưu Xứ Huyền
6. Quảng Ninh tử Hác Đại Thông
7. Thanh Tịnh tản nhân Tôn Bất Nhị

7 người đến gần cuối bộ Thần Điêu Hiệp Lữ chỉ còn 5. Quyền chưởng môn giao lại tạm thời cho Chân Chí Bình, đệ tử của Khưu Xứ Cơ đảm nhận.

## Phim ảnh
- Anh hùng xạ điêu

| Năm  | Hãng sản xuất                        | Mã Ngọc         | Khưu Xứ Cơ          | Vương Xứ Nhất     | Đàm Xứ Đoan    | Lưu Xứ Huyền     | Hác Đại Thông    | Tôn Bất Nhị   | Nước       |
| ---- | ------------------------------------ | --------------- | ------------------- | ----------------- | -------------- | ---------------- | ---------------- | ------------- | ---------- |
| 1976 | CTV                                  | Thang Cẩm Đường | Mạch Thiên Ân       | Ba Sơn            | -              | -                | -                | Hồ Nhân Nhân  | Hồng Kông  |
| 1983 | TVB                                  | Trương Anh Tài  | Hạ Vũ               | Lương Thiếu Thích | Lý Quốc Lân    | Mạch Tử Vân      | Trịnh Phiên Sinh | Trình Khả Vi  | Hồng Kông  |
| 1988 | CTV / ATV                            | Hoàng Quán Hùng | Dương Nguyên Chương | Giang Anh         | -              | -                | -                | -             | Đài Loan   |
| 1994 | TVB                                  | Quảng Tá Huy    | Lâm Thượng Vũ       | Trần Vinh Tuấn    | Diệp Chấn Hoa  | Lương Khâm Ký    | Sái Quốc Khánh   | Văn Khiết Vân | Hồng Kông  |
| 2003 | CCTV                                 | Lý Tâm Mẫn      | Chu Hạo Đông        | Vương Cương       | -              | Trương Vĩnh Sinh | -                | -             | Trung Quốc |
| 2008 | Hãng ảnh thị Thượng Hải - Trung Quốc | Dương Nghệ      | Nguy Tử             | Dương Quang       | Lưu Kiến Vĩ    | Cung Chí Tỷ      | Từ Tiểu Minh     | Khâu Tư       | Trung Quốc |
| 2017 | Công ty điện ảnh Hoa Sách và Hoàn Mỹ | Vương Lực       | Thiệu Phong         | Quách Quân        | Triệu Thu Sinh | Tống Đào         | Lưu Uy           | Triệu Thông   | Trung Quốc |

- Thần điêu hiệp lữ